# بهيس (اسم)
بهيس هو اسم علم مذكر من أصل عربي، ومعناه هو القوي الجريء، وبهيس من صفات الأسد، وصوابه ب الزاي «بهيز» مؤنثه بهيسة التصغير.

## شخصيات تحمل الاسم
- بهيس بن سلمى

## وصلات خارجية
- موسوعة السلطان قابوس لأسماء العرب